# Indian River Shores
Indian River Shores è una città degli Stati Uniti d'America, situata in Florida, nella Contea di Indian River.